# Bachman-Cummings Songbook
Bachman Cummings Songbook är ett samlingsalbum med inspelningar av och med The Guess Who Burton Cummings Randy Bachman och Bachman Turner Overdrive 2006. Albumet har en tydlig Pop / Rock och Balladkaraktär.

## Låtlista
1. Laughing - 3:03 (Randy Bachman / Burton Cummings) - Från The Guess Who Album "Canned Wheat" 1969
2. These Eyes - 3:46 (Randy Bachman / Burton Cummings) - Från The Guess Who Album "Wheatfield Soul" 1968
3. Undun - 4:18 (Randy Bachman) - Från The Guess Who Album "Canned Wheat" 1969
4. American Woman - 5:10 (Randy Bachman / Burton Cummings / Jim Kale / Gary Peterson) - Från The Guess Who Album "American Woman" 1970
5. Albert Flasher - 2:25 (Burton Cummings) - Tidigare Utgivet Som Singelspår RCA Records 1971
6. No Sugar Tonight/New Mother Nature - 4:54 (Randy Bachman / Burton Cummings) - Från The Guess Who Album "American Woman" 1970
7. No Time - 3:50 (Randy Bachman / Burton Cummings) - Från The Guess Who Album "American Woman" 1970
8. Share The Land - 3:53 (Burton Cummings) - Från The Guess Who Album "Share The Land" 1970
9. Sour Suite - 4:06 (Burton Cummings) - Från The Guess Who Album "So Long, Bannatyne" 1971
10. Let It Ride - 4:24 (Randy Bachman / Charles F. Turner) - Från Bachman Turner Overdrive Andra Album "Bachman Turner Overdrive II" 1973
11. Takin’ Care Of Business - 4:50 (Randy Bachman) - Från Bachman Turner Overdrive Andra Album "Bachman Turner Overdrive II" 1973
12. You Ain't Seen Nothing Yet - 3:52 (Randy Bachman) - Från Bachman Turner Overdrive Tredje Album "Not Fragile" 1974
13. Hey You - 3:30 (Randy Bachman) - Från Bachman Turner Overdrive Fjärde Album "Four Wheel Drive" 1975
14. Loockin’Out For No. 1 - 5:16 (Randy Bachman) - Från Bachman Turner Overdrive Femte Album "Head On" 1975
15. Stand Tall - 4:30 (Burton Cummings) - Från Burton Cummings Första Solo Album "Burton Cummings" 1976
16. My Own Way To Rock - 4:48 (Burton Cummings) - Från Burton Cummings Andra Solo Album "My Own Way To Rock" 1977
17. I'm Scared - 4:05 (Burton Cummings) - Från Burton Cummings Första Solo Album "Burton Cummings" 1976
18. Break It To Them Gently - 4:36 (Burton Cummings) - Från Burton Cummings Tredje Solo Album "Dream Of A Child" 1978
19. I Will Play a Rhapsody - 3:13 (Burton Cummings) - Från Burton Cummings Tredje Solo Album "Dream Of A Child" 1978

## Medverkande
- - The Guess Who On The Album "Wheatfield Soul" 1968 -
- Burton Cummings - Sång, Grand Piano, Hammondorgel, Elektrisk Gitarr, Akustisk Gitarr, Harmonica, Flöjt
- Randy Bachman - Elektrisk Gitarr, Akustisk Gitarr, Sitar
- Jim Kale - Basgitarr, Bakgrundssång
- Gary Peterson - Trummor, Percussion

- Producent Jack Richardson För Nimbus 9 Productions / RCA Records LSP 4141

- - The Guess Who On The Album "Canned Wheat" 1969 -
- Burton Cummings - Sång, Piano, Hammondorgel, Elektrisk Gitarr, Akustisk Gitarr, Flöjt, Harmonica
- Randy Bachman - Elektrisk Gitarr, Akustisk Gitarr, Sitar, Bakgrundssång
- Jim Kale - Basgitarr, Bakgrundssång
- Gary Peterson - Trummor, Percussion, Tabla, Congas, Bakgrundssång

- Producent Jack Richardson För Nimbus 9 Productions / RCA Records LSP 4157

- - The Guess Who On The Album "American Woman" 1970 -
- Burton Cummings - Sång, Piano, Hammondorgel, Elektrisk Gitarr, Akustisk Gitarr, Flöjt
- Randy Bachman - Elektrisk Gitarr, Akustisk Gitarr, Tambourine, Bakgrundssång
- Jim Kale - Basgitarr, Bakgrundssång
- Gary Peterson - Trummor, Percussion, Bakgrundssång

- Producent Jack Richardson För Nimbus 9 Productions / RCA Records LSP 4266

- Bill Payne - Oberheims
- Hammondorgel - Jimmy Phillips
- Elektrisk gitarr - Dick Wagner/Randy Bachman/Steve Cropper/Jeff "Skunk" Baxter/Norman MacPherson
- Pedal Steel Guitar - Tom Brumley
- Akustisk Gitarr - Randy Bachman/Trevor Veitch
- Basgitarr - Ian Gardiner
- Trummor - Jim Gordon/Rick Shlosser/Jeff Porcaro
- Slagverk - Phyllis St. James/ Randy Bachman/Burton Cummings
- Saxofon - Plas Johnson/Jim Horn
- Bakgrundssång - Becky Lopez/Vinetta Fields/Shirlee Matthews
- Handklapp etc - The Cherokee Studio All-Stars
- Blåsorkesterarrangemang under ledning av Steve Madaio
- Producent - Burton Cummings